# Kurosaki-kun no iinari ni nante naranai
Kurosaki-kun no iinari ni nante naranai (黒崎くんの言いなりになんてならない? anche conosciuto col nome The black devil and the white prince) è un manga scritto e disegnato da Makino. La sua serializzazione è iniziata nel 2014 sulla rivista Bessatsu Friend di Kōdansha.
Dalle vicende sono stati tratti anche una miniserie televisiva andata in onda in Giappone a dicembre 2015 e un adattamento live action uscito in tv il 27 febbraio 2016.

## Trama
La sedicenne Yū Akabane, dopo aver concluso le medie in solitudine, senza amici e derisa dai compagni, ha deciso di cambiare vita e diventare una ragazza più solare e popolare per potersi finalmente costruire l'adolescenza e l'amore che sogna. Dopo aver cambiato aspetto e atteggiamento, inizia a frequentare il liceo, lì si fa delle amiche e, come molte altre ragazze, vorrebbe confessarsi a Takumi Shirakawa, un compagno molto ammirato per gentilezza e bellezza e per questo soprannominato "Principe bianco", peccato che questi giri sempre in compagnia del suo amico d'infanzia Haruto Kurosaki, che invece è un tipo scontroso e aggressivo e per questo soprannominato "Diavolo nero".
A seguito del trasferimento dei genitori, Yū si trasferisce nel dormitorio della scuola e qui assiste alla scena in cui Kurosaki insegue e maltratta un compagno per avergli lanciato in testa una gomma da masticare che gli si è appiccicata nei capelli. Desiderosa di cavarsi d'impaccio, Yū propone come soluzione di tagliare la ciocca e taglia i capelli lunghi di Kurosaki, scatenando la sua ira. Per ripicca, l'indomani il ragazzo la riprende a scuola davanti a tutti accusandola, oltretutto, di non aver rispettato le regole del dormitorio e la bacia nel corridoio sotto gli occhi dei compagni. Questo dà il via ad una serie di battibecchi tra loro, Kurosaki è infatti il secondo in carica nella gestione del dormitorio e non perde occasione di schiavizzare la ragazza con lavori noiosi e pesanti, i due si troveranno inoltre in gruppo insieme per il torneo a squadre di pallacanestro della scuola.
Alle continue richieste della ragazza del perché la tratti sempre male e la umili, addirittura chiamandola "stupido cane" e accusandola di scodinzolare davanti a chiunque, il ragazzo risponde che è perché ciò la infastidisce oltremisura.
Il nuovo aspetto di Kurosaki e le sue doti atletiche gli conferiscono una nuova popolarità e il suo soprannome diventa "Principe nero" (il nome è anche un gioco di parole con il suo cognome infatti la radice kuro del suo cognome può voler dire anche scuro o nero). Nonostante i diversi bisticci, il rapporto tra loro si solidifica, Kurosaki salva più di una volta Yu dall'essere aggredita e una volta dal sentirsi male nel bagno, dopo che è stata presa di mira dalle compagne di scuola per essere entrata troppo i confidenza con il Principe e anche con Kurosaki stesso. Come ha modo di notare anche Shirakawa, alcuni dei comportamenti dell'amico sono sospettosamente strani perché, nonostante l'apparenza, egli sembra legato a Yu e colpito dalla sua forza di volontà. Yu, dal canto suo, grazie alla maggiore confidenza che condividono, riesce a guardare oltre l'apparenza rude e maleducata e a conoscere un lato gentile e umano, ad esempio quando certi complessi derivanti dalle prese in giro delle medie tornando nella sua vita, rendendola insicura.
Nonostante ciò la ragazza detesta essere l'oggetto delle attenzioni del diavolo nero, arrivando a tagliarsi a sua volta i capelli per pareggiare i conti tra loro, ma ciò non servirà ad allontanare Kurosaki, mentre una serie di circostanze la porteranno, invece, ad avvicinarsi a Shirakawa col quale inizierà ad uscire.
Il rapporto tra loro culminerà in una gita alla villa in campagna del ragazzo insieme a tutto il gruppo di amici, qui, dopo una serie di inconvenienti e il rifiuto di Akabane di andare nella camera di lui nonostante le sue insistenze, i due si lasceranno e Shirakawa ammetterà con lei di averla cercata solo per fare dispetto a Kurosaki e, da quel momento, di essere estremamente intenzionato a tormentarla, sebbene benignamente, perché trova divertenti le sue reazioni.
Entrerà però in scena un nuovo personaggio, il padre di Kurosaki, uomo distaccato e tirannico, che il ragazzo dichiara di aver ripudiato. Il genitore proverà a rientrare nella vita di Kurosaki cercando di imporre al figlio le proprie decisioni e rimarcando la delusione che prova dai suoi episodi del passato, di cui si accenna qualcosa durante la vicenda (gang, pestaggi, vandalismo), questo culminerà nel festival sportivo della scuola, dove Kurosaki, inizialmente intenzionato a non partecipare, si lascerà convincere da Yu nonostante il parere contrario del genitore (che teme che possano ripresentarsi soggetti esterni che lo prenderebbero di mira, cosa che effettivamente succede).
Per salvare la ragazza e l'amico, Shirakawa deciderà di intervenire in loro difesa come capro espiatorio.

## Personaggi
- Yū Akabane è la protagonista del fumetto. Ha sedici anni ed è al primo anno di liceo. Alle medie era una ragazza molto anonima e studiosa, spesso presa di mira dai compagni di classe e sempre sola, ma ha deciso di cambiare e fare un nuovo debutto alle superiori con un look e un atteggiamento nuovo, cambiando acconciatura e smettendo di usare gli occhiali, iniziando inoltre a vestirsi e truccarsi in modo più frivolo. Nonostante l'apparenza è una ragazza coraggiosa e determinata, sebbene ancora molto insicura circa il suo aspetto. Si trasferisce nel dormitorio della scuola a seguito del trasferimento dei genitori in un'altra città e lì si ritrova a convivere con Kurosaki e Shirakawa e ad entrare in confidenza con loro scoprendo anche nuovi aspetti del loro carattere, ad esempio che Shirakawa non è certo un angioletto. Nonostante inizialmente dichiari di provare dei sentimenti per il Principe Bianco e i due inizino ad uscire insieme, nel corso della vicenda sviluppa un sempre maggiore attaccamento, a tratti materno, per Kurosaki.
- Haruto Kurosaki anche detto "diavolo nero" o "demone nero" o "Principe nero", frequenta come Yu il primo anno di liceo ed è suo compagno di classe della sezione 1-D e seduto dietro di lei a lezione. Inizialmente si presenta come un soggetto aggressivo e verbalmente violento. Quando Yu taglia i suoi capelli per liberarli dalla gomma da masticare, lui reagisce in maniera esagerata rendendola il suo bersaglio preferito di cattiverie e ripicche umilianti, ma è anche colpito dal fatto che lei reagisca controbattendo a queste provocazioni, una cosa che, a quanto pare, non ha mai fatto nessuno. Nei suoi confronti Kurosaki ha molti atteggiamenti "dominanti" come kabe-don (bloccare una ragazza al muro circondandola ai lati con le braccia) o ago-kui (costringerla a guardarlo tenendole il mento con le dita). Nonostante l'atteggiamento è estremamente intelligente e diligente nei lavori del dormitorio e a scuola e molto bravo negli sport, specialmente la pallacanestro e dopo il cambio d'aspetto dovuto al nuovo taglio diventa anche popolare. Ha un passato burrascoso fatto di gang giovanili, vandalismo e pestaggi e si accenna anche ad un episodio con una ragazza; Shirakawa, che è suo amico fin dall'infanzia, dice che non ha più un posto dove andare.Suo padre appare cercando di forzare le sue decisioni. Benché non lo dichiari e umili spesso Yu, dichiara spesso che lei è "sua" e dimostra una certa possessività nei suoi confronti.
- Takumi Shirakawa detto anche "Principe bianco" è l'idolo della scuola, altro e molto carino viene spesso circondato dalle ragazze che lo ammirano sebbene lui non esprima una preferenza per nessuna. È amico di Kurosaki fin dall'infanzia e viene detto che il ragazzo è stato spesso salvato dall'amico nelle situazioni difficili. L'avvicinamento e la convivenza con Akabane lo porteranno a chiederle di uscire insieme, sebbene le sue intenzioni non siano delle più onorevoli, vuole infatti cercare di mettere i bastoni tra le ruote all'amico portandogli via qualcosa che Kurosaki sostiene "gli appartenga" e alla fine dichiarerà a Yu di voler continuare a frequentarla per "tormentarla". Nonostante certi atteggiamenti è molto legato a Kurosaki e durante il festival sportivo si esporrà per difendere l'amico da alcuni teppisti provenienti dal suo passato, nel tentativo di salvarlo dall'ira del genitore presente. Frequenta la classe 1-A.
- Meiko Ashigawa migliore amica di Yu, è una ragazza tranquilla e perbene. Dopo essere stata salvata da Kurosaki dopo un incidente in piscina sviluppa una cotta per lui, chiedendo all'amica di supportarla, cosa che metterà in difficoltà Yu che non riesce a spiegarsi se i sentimenti verso Kurosaki sono amore oppure no.
- Yūsuke Kaji anche lui al primo anno, è compagno di Kurosaki e di Akabane, è un ragazzo allegro e festoso e un po' sempliciotto. Dopo aver provocato involontariamente Kurosaki lanciando la gomma che gli è finita nei capelli ed essere stato salvato da Yu, vive nel timore del Demone Nero per diventare poi un suo grande fan dopo che questi gli insegnerà a giocare a basket su spinta di Akabane e insieme vinceranno il torneo scolastico. Dichiara di provare dei sentimenti per tarako (Tara-chan), altra amica di Yu.